# 白山宮 (日進市)
白山宮（はくさんぐう）は、愛知県日進市本郷町にある神社。旧社格は郷社。

## 概要
日進市の中央北部、標高78mの小高い山の上に位置する。正確な鎮座時期は不詳であるが、後述の通り境内やその周辺に古墳が確認されていることから、その創始時期は古墳時代やそれ以前まで遡るのではないかとされている。なお現存する白山宮に関する最も古い記録は、寛政9年や文化11年の書状等にある永正元年（1504年）の記録とされている。
社名については江戸期以前から白山社、白山神社、白山宮、白山権現、白山権現社などの呼称があったが、明治に入ってから白山社と定められた。その後1943年（昭和18年）に白山神社と改称、さらに1966年（昭和41年）に白山宮と改称し現在に至る。
1872年（明治5年）に、近代社格制度における郷社に列格された。社格制度廃止後の1967年（昭和42年）から実施された昭和の大造営で境内が整備されたことにより、1969年（昭和44年）9月18日付で旧県社に相当する神社等級5級に指定された。
現在の白山宮社殿は、旧社殿の老朽化に伴って実施された平成の大造営により、1996年（平成8年）に造り替えられたものである。
日進市に現存する神社の中では唯一、神職が常駐している。
当宮の東に曹洞宗龍谷寺が隣接しており、相互に通り抜け可能となっている。かつては境内の境界が本郷村と藤島村の境界でもあったため、当宮と藤島村との間でしばしば境界争いがあった。記録として残っているのは天明4年、文化9年、文政4年の3回である。

## 祭神

### 主祭神
- 菊理姫命
- 伊弉冉尊
- 大巳貴命

### 配祀神
- 大山祗神
- 木花開耶姫命
- 稲田姫命

## 摂末社
- 猿投社
  - 祭神 : 大碓命

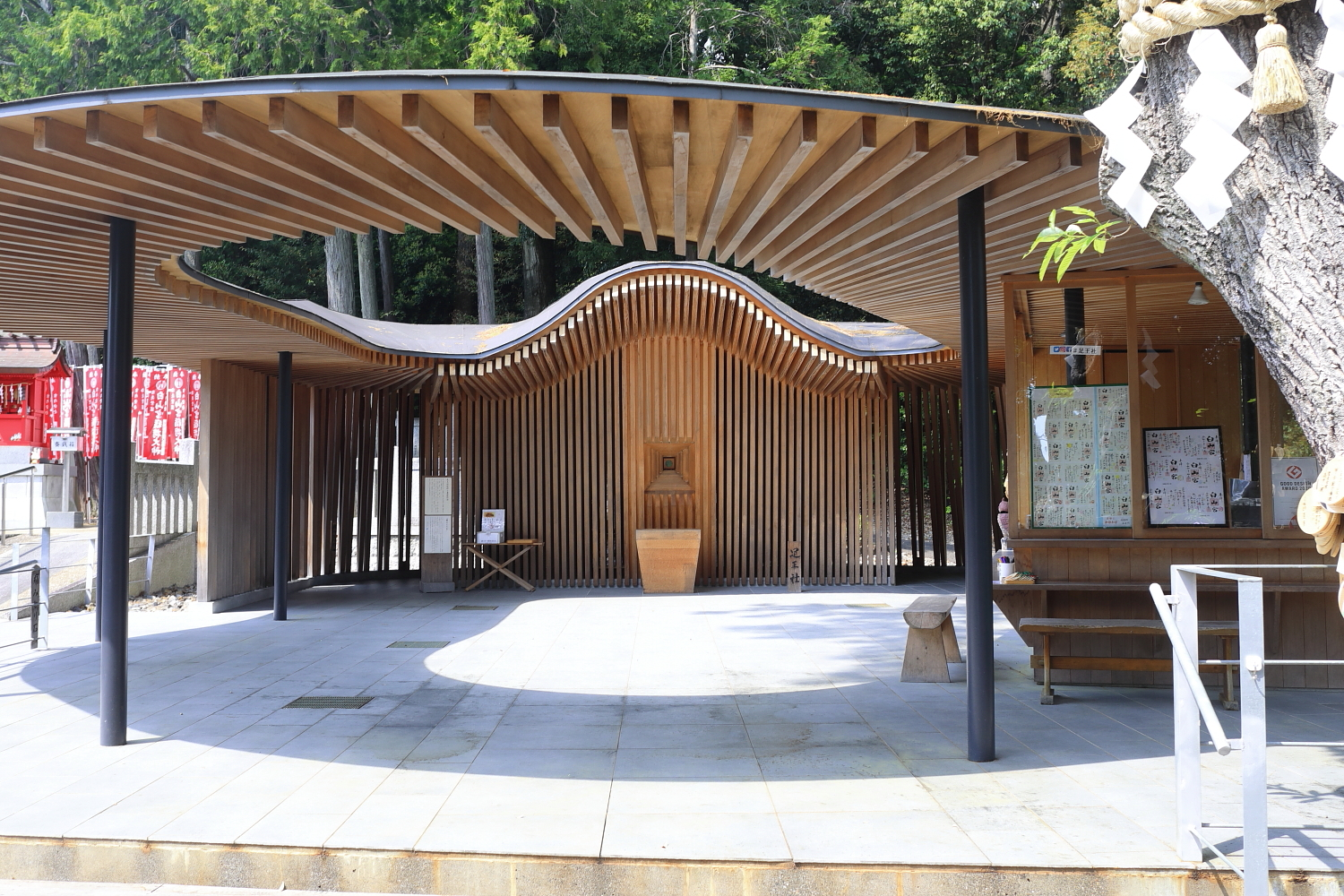
足王社
（2022年（令和4年）4月）

  - 天保12年に三河国加茂郡猿投村（現在の豊田市猿投町）の猿投神社から勧請した神社[11]。白山宮本殿の東隣に位置し、拝殿は白山宮の拝殿と一体になっている。
- 香良洲社
  - 祭神：稚日女命
  - 香良洲神社より勧請した神社[11]。
- 稲荷社
  - 祭神：保倉神
- 三神社
  - 祭神：大山津見命
- 秋葉神社
  - 祭神：迦具土神
- 恵比須社
  - 祭神：事代主命・伊弉冉命
- 神明社
  - 祭神：天照皇大神
- 秋葉社
  - 祭神：迦具土神
  - 大字藤島（藤島町）に祀られていたものを1970年頃に移した神社[12]。
- 御嶽社
  - 祭神：大巳貴命・少彦名命
- 足王社
  - 祭神 : 足名椎神
  - 本殿の西隣に位置する。終戦前後に、大字藤島（藤島町）の個人宅に祀られていた祠を勧請したのが起源とされる[12]。この祠は飯田街道の裏街道沿いにあり、旅人の道中の足の安全を祈願するものであった。「痛みとり石」が祀られており、なでると痛みがとれるとされる。また、サッカー日本代表公式エンブレムが入った絵馬やお守りが授与されている。2016年（平成28年）に新社殿が造営された[13]。社殿は、2020年度グッドデザイン賞受賞[14]。
- 縁むすび社
- 高帝龍王龍神社（愛知県名古屋市名東区高針二丁目1305番地）
  - 2021年（令和3年）より新たに白山宮の末社となった[13]。

## 史跡
- 白山第1号墳

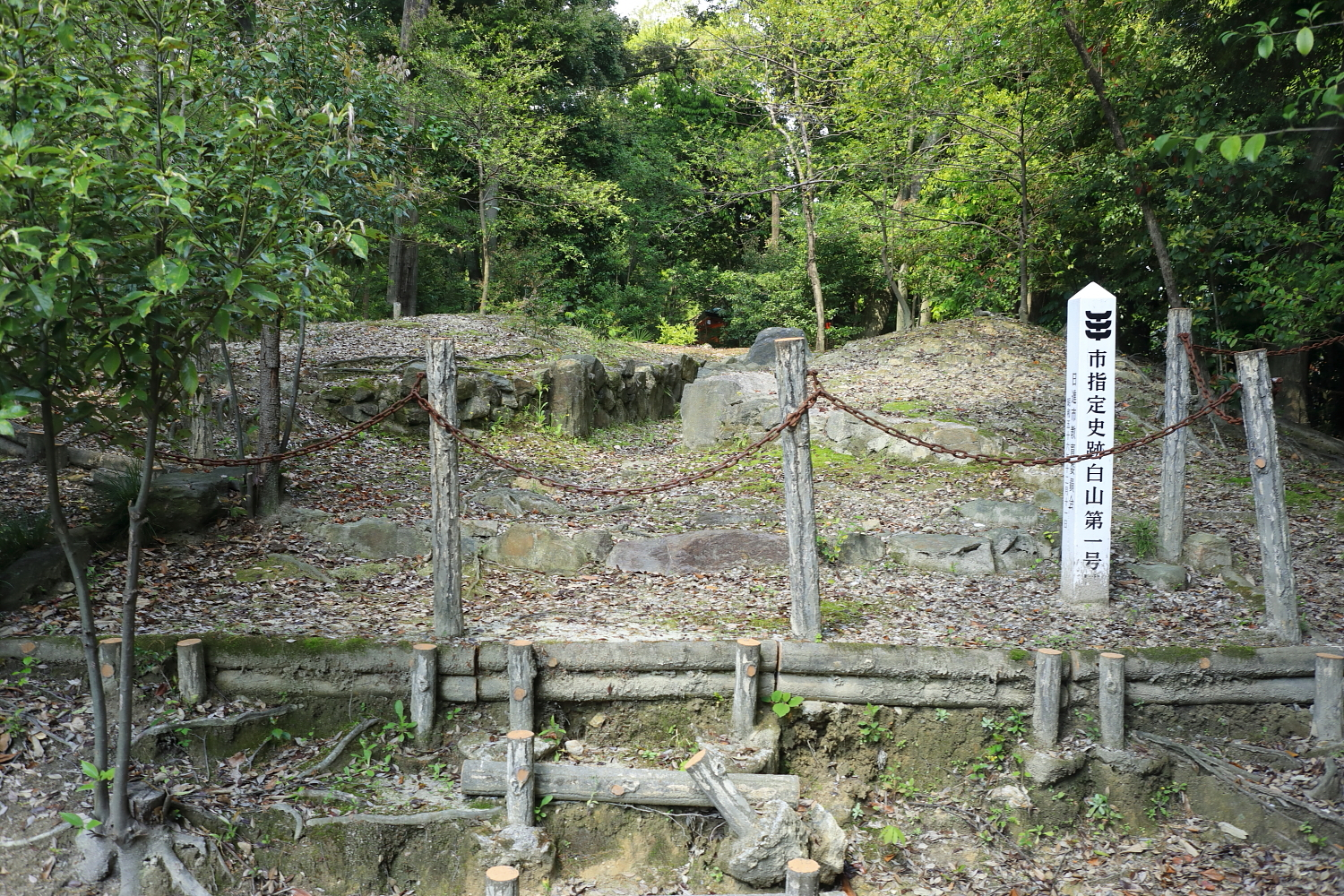
白山第1号墳
（2022年（令和4年）4月）

  - 古墳時代後期（6世紀頃）と推定される、直径約14 mの円墳。境内南側斜面に位置し、金環や鉄製の直刀、装飾須恵器等が出土している。1981年（昭和56年）に町指定文化財（当時）に指定された[15]。

## 交通アクセス
- 名鉄バス・日進市くるりんばす「白山」停留所より徒歩で約2分。
- 名鉄バス「岩崎御岳口」停留所より徒歩で約10分。